# Конрад I (маркграф Бранденбургу)
Конард I (*Konrad I von Brandenburg, бл. 1240 — 1304) — маркграф Бранденбург-Штендаля у 1266—1304 роках.

## Життєпис
Походив з роду Асканіїв. Син Йогана I, маркграфа Бранденбургу, та Софії (доньки Вальдемара II, короля Данії). Народився близько 1240 року. У 1260 році одружився з Констанцією П'яст, донькою Пшемисла, князя Великої Польщі з династії П'ястів.
У 1266 році після смерті батька разом з братами Йоганом II, Генріхом I і Отто IV стає Бранденбург-Штендальським маркграфом. Втім до 1267 року загальне керівництво Бранденбургом здійснював стрийко — Отто III.
У 1269 році спільно з братами уклав договір з Мстівоєм II, князем Східної Померанії, в Арнсвальді. Згідно з угодою, брати отримували області навколо міст Білоґард та Свеце в обмін на фінансову допомогу князю. Втім останній залишався верховним сюзереном цих міст. Завдяки цьому Бранденбург-Штендаль отримав доступ до торгівлі в Балтійському морі в області Рюгенвальде.
1271 року отримав у заставу від Мстівоя II місто Гданськ та область Дрезденко. Було відбито спробу Болеслава, князя Великої Польщі, зайняти ці області. Останній поступив Бранденбург-Штендалю місто Санток і область Ноймарк. Проте вже 1272 року князь Східної Померанії в союзі з Болеславом, князем Великої Польщі, ці землі відняв у Конрада I. У 1273 році разом з братами видав розпорядження про переведення монастиря з Марінзее до Коріна, який став усипальнею маркграфів Бранденбур-Штендалю. Разом з тим він замало приділяв часу державним справам, надавши першість брату Отто IV.
У 1278 році розпочалася нова війна проти Великої Польщі. У ній отримав допомогу від брата Отто IV, проте зазнав поразки, внаслідок чого було втрачено місто Санток, область Дрезденко і Ноймарк.
Помер у 1304 році, поховано у цистерціанському абатстві Корін.

## Родина
Дружина — Констанція, донька Пшемисла I, князя Великої Польщі.
Діти:
- Йоган (1261—1305), маркграф Бранденбургу у 1286—1305 роках
- Отто (д/н—1308), маркграф у 1291-1308 роках
- Вальдемар (бл. 1280—1319)
- Агнес (д/н—1329), дружина Альбрехта I, князя Ангальт-Цербста